# 1981年亞美尼亞空中相撞事件
1981年7月18日，一架和苏联国土防空军苏-15拦截机和误入苏联领空的加拿大飞机公司CL-44型商业班机在亚美尼亚上空相撞。苏-15的飞行员成功逃生，而班机上的4人全数罹难。

## 事发背景
20世纪80年代，为协助美国武装尼加拉瓜康特拉组织，以色列和阿根廷向伊朗秘密运送武器。据传由阿根廷空军高官控制的拉普拉塔航空运输公司自以色列向伊朗输送军火，以帮助后者在两伊战争中取得优势。
阿根廷空军雇佣了苏格兰人斯图尔特·阿兰·麦卡菲蒂和瑞士人安德烈·杰尼自以色列特拉维夫运送360吨美製军火至伊朗首都德黑兰。据说麦卡菲蒂同美国多家包机航空公司有过接触，开价约175,000美元包机在以色列和伊朗间“运送药品”，但这些航空公司均表示没有兴趣。1981年6月，麦卡菲蒂前往布宜诺斯艾利斯，说服拉普拉塔航空运输公司租给他一架CL-44型飞机。
在完成第三轮由特拉维夫经塞浦路斯拉纳卡运送到德黑兰的任务后，机组准备返回塞浦路斯。事故正是在这时发生的。事故发生前，苏联曾要求以色列解释经由特拉维夫沿苏联—土耳其边界运送到德黑兰的货物究竟为何物，而以色列政府充耳不闻。

## 事故过程
涉事CL-44型飞机在1981年7月18日离开德黑兰的途中偏离了航线，侵入了苏联加盟共和国阿塞拜疆的领空。苏联国土防空军派出一架苏-15拦截机前往拦截。根据苏联报告，CL-44型飞机未有回应苏联战机的声光警告，试图离开苏联上空，而苏-15则直冲其尾部，两架飞机在空中相撞，坠毁在亚美尼亚首府埃里温附近。苏军飞行员成功存活，而CL-44飞机上的包括3名拉普拉塔航空人员以及麦卡菲蒂在内的4人全部丧生。但安德烈·杰尼提出了不同观点，他表示CL-44型飞机是在土耳其领空被击落的。
本次撞击事件是否为苏军故意发动尚不明确。事件中的苏军飞行员称其是为截停敌机有意为之，而西方航空专家认为他不过是错过了一个转弯，编造了“自我牺牲”的英勇事迹。